# Pühajõe församling
Pühajõe församling (estniska: Pühajõe kogudus) är en församling som tillhör Viru kontrakt inom den Estniska evangelisk-lutherska kyrkan. Församlingen omfattar Toila kommun samt en del av staden Kohtla-Järve (distriktet Oru) i landskapet Ida-Virumaa.

## Större orter
- Kohtla-Järve (stad, del av)
- Toila (småköping)
- Voka (småköping)